# Asylum (album Disturbed)
Asylum – piąty album studyjny amerykańskiej grupy numetalowej Disturbed. Wydawnictwo ukazało się 31 sierpnia 2010 roku nakładem wytwórni muzycznej Reprise Records.
Album poprzedził wydany 14 czerwca 2010 roku singel pt. Another Way To Die. Do utworu został zrealizowany również teledysk w reżyserii Roberta "Roboshobo" Schobera. 19 lipca ukazał się drugi singel do utworu Asylum. Teledysk do piosenki został ponownie wyreżyserowany przez Schobera.

## Lista utworów
1. "Remnants" – 2:43
2. "Asylum" – 4:37
3. "The Infection" – 4:08
4. "Warrior" – 3:24
5. "Another Way to Die" – 4:14
6. "Never Again" – 3:34
7. "The Animal" – 4:13
8. "Crucified" – 4:37
9. "Serpentine" – 4:09
10. "My Child" – 3:18
11. "Sacrifice" – 4:00
12. "Innocence" – 4:31
13. "I Still Havent Found What Im Looking For" (ukryta ścieżka, cover U2) – 3:49

Edycja limitowana
1. "Down with the Sickness" (Live) – 5:55
2. "Stricken" (Live) – 4:17

iTunes Deluxe Edition
1. "Leave It Alone" – 4:06
2. "Down with the Sickness" (Live) – 5:53
3. "Stricken" (Live) – 4:17

## Twórcy
- David Draiman – wokal prowadzący, wokal wspierający
- Dan Donegan – gitara rytmiczna, gitara prowadząca, elektronika, wokal wspierający, produkcja muzyczna
- John Moyer – gitara basowa, wokal wspierający
- Mike Wengren – perkusja, instrumenty perkusyjne, wokal wspierający
- Neal Avron – miksowanie
- Jeremy Parker – inżynieria dźwięku
- Raymond Swanland – oprawa graficzna

## Listy sprzedaży
| Lista                   | Kraj          | Pozycja |
| ----------------------- | ------------- | ------- |
| ARIA Charts             | Australia     | 2       |
| Ö3 Austria Top 40       | Austria       | 3       |
| OLiS                    | Polska        | 44      |
| Sverigetopplistan       | Szwecja       | 7       |
| Ultratop 50             | Belgia        | 21      |
| MegaCharts              | Holandia      | 22      |
| Suomen virallinen lista | Finlandia     | 2       |
| RIANZ                   | Nowa Zelandia | 1       |
| VG-Lista                | Norwegia      | 17      |
| Schweizer Hitparade     | Szwajcaria    | 14      |
| Tracklisten             | Dania         | 8       |